# Judy Garland como ícono gay

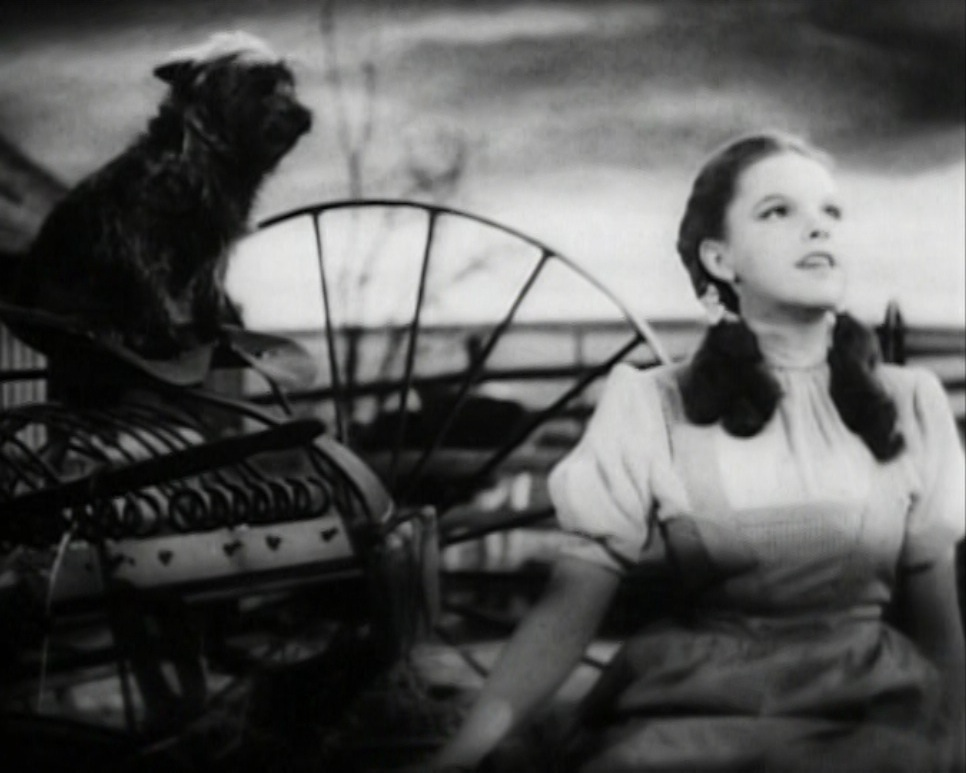
Judy Garland como Dorothy en El mago de Oz (1939)

La actriz Judy Garland (1922–1969) es ampliamente considerada como un icono gay. The Advocate ha llamado a Garland «el Elvis de los homosexuales». 
Las razones frecuentemente dadas para ubicarse como ícono entre los gays son la admiración por su habilidad como intérprete, la forma en que sus luchas personales parecen reflejar las de los gays de EE. UU., durante el apogeo de su fama, y su valor como figura estética camp. El papel de Garland como Dorothy Gale en El mago de Oz es particularmente notable en contribuir a este estatus.

## Garland como figura desdichada
Los aspectos de la identificación gay con Garland ya se estaban discutiendo por la cultura dominante en 1967. La revista Time, al revisar el compromiso de Garland de 1967 en el Palace Theatre, señaló, despectivamente, que «una parte desproporcionada de su claque nocturna parece ser gay» y continúa diciendo que, «los muchachos con pantalones ajustados», una frase que Time usó repetidamente para describir a los gays, como cuando se refería a los «jóvenes extasiados en pantalones ajustados, que se pasean por los pasillos para arrojar ramos de rosas» (a su otro ícono gay, Marlene Dietrich), «pondrían los ojos en blanco, se rasgarían el cabello y prácticamente levitarían en sus asientos» durante las presentaciones de Garland. Time intentó explicar el atractivo que Garland ejercía sobre los gays, consultando psiquiatras que opinaron que «la atracción [hacia Garland] podría considerarse tan fuerte, por el hecho de que ella ha sobrevivido a tantos problemas; los gays se identifican con ese tipo de histeria». Judy fue golpeada por la vida, asediada y, en última instancia, tuvo que volverse más masculina. Tiene el poder que a los gays les gustaría tener, e intentan alcanzarlo, idolatrándola».
El escritor William Goldman, en un artículo para la revista Esquire sobre el mencionado compromiso del Palace Theatre, nuevamente desprecia a los gays presentes, repudiándolos como «maricones» que «revolotean» parloteando estúpidamente. Y sin embargo, después de avanzar también en esta teoría de la figura trágica, sugiere, por primera vez, que «si [los gays] tienen un enemigo, es la edad. Y Garland es perennemente joven, más allá del arcoíris», y agregó:

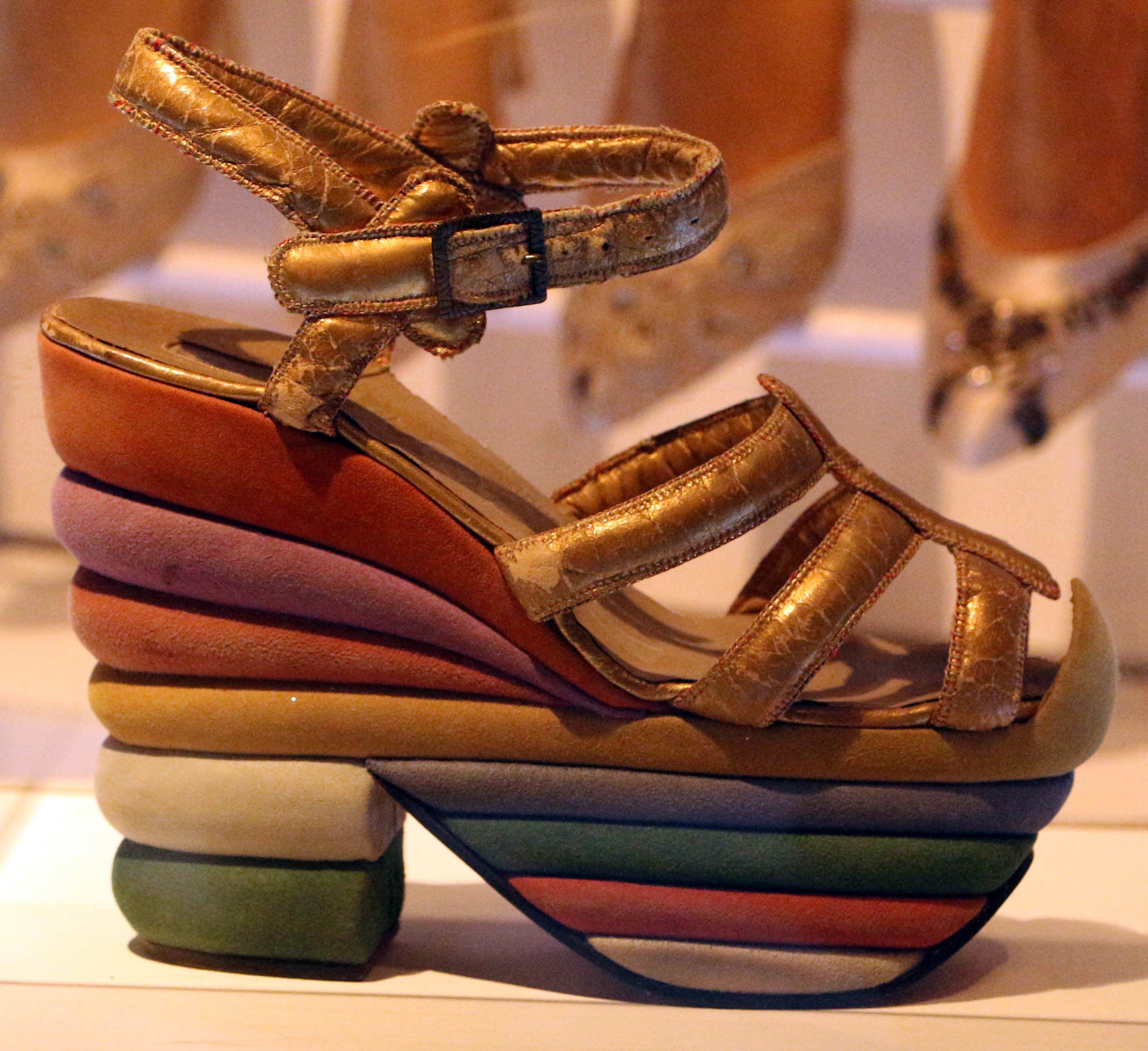
Zapato diseñado por Salvatore Ferragamo, exclusivamente para Judy Garland (1938)

«Los gays tienden a identificarse con el sufrimiento. Son un grupo perseguido y entienden el sufrimiento. Y también lo hace Garland. Ella atravesó el fuego y sobrevivió, a todos los tragos amargos y al divorcio, a todas las píldoras y a todos los hombres, a todas esas cargas pesadas y siguió adelante, hermanos y hermanas, ella lo sabe».

## Garland y su estética
Al hablar sobre el atractivo del camp de Judy Garland, el estudioso del cine gay Richard Dyer ha definido el camp como «un modo característicamente gay de manejar valores, imágenes y productos de la cultura dominante, a través de la ironía, la exageración, la trivialización, la teatralización y la burla, ambivalentes, sobre lo serio y lo respetable». Garland es camp, afirma, porque ella es «imitable, su apariencia y sus gestos son copiables en los actos de una drag queen». Él la califica de «común» en sus primeras películas camp para la MGM, en su «seriedad fallida» y su estilo, posterior, «maravillosamente exagerado».

## Amigo de Dorothy

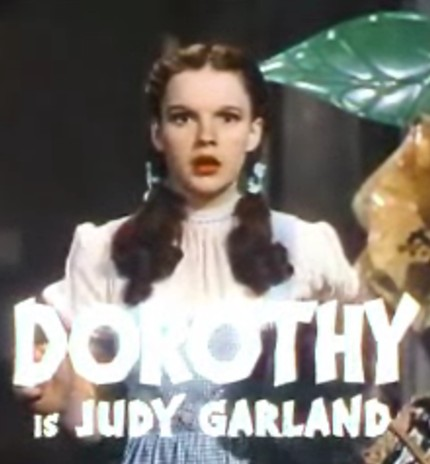
Judy Garland en la sinopsis de El mago de Oz (1939)

Otra conexión entre Garland y la comunidad LGBT incluye el término (en jerga) «amigo de Dorothy», que probablemente se deriva del papel de Garland como Dorothy Gale en El mago de Oz, y que se convirtió en una frase en código, usada por los gays para identicarse entre sí. El viaje de Dorothy desde Kansas a Oz «reflejó los deseos de muchos gays de escapar de las limitaciones, el blanco y negro, de la vida de los pueblos pequeños... a grandes ciudades, coloridas, llenas de personajes extravagantes y de género desviado, que les darían la bienvenida».
En la película, Dorothy acepta de inmediato a aquellos que son diferentes a ella, incluido el León Cobarde, en una actuación muy camp de Bert Lahr. El León se identifica a sí mismo a través de la canción, como un «marica», y se exhibe estereotipadamente amanerado, como «gay», o al menos afeminado. El León es visto como un ejemplo codificado de Garland, conociendo y aceptando a un gay, sin ningún cuestionamiento.

En el documental de 2001 Memories of Oz, el director de cine de culto, abiertamente gay, y escritor satírico social John Waters habla sobre como veía siendo niño El mago de Oz :
| [Yo era] el único niño en la audiencia que siempre se preguntó por qué Dorothy alguna vez quiso volver a Kansas. ¿Por qué querría regresar a Kansas, a esa triste granja en blanco y negro, con una tía que vestía mal y me parecía malvada, cuando podía vivir con unos zapatos mágicos, monos alados y leones gays? Nunca lo entendi. |

## Disturbios de Stonewall

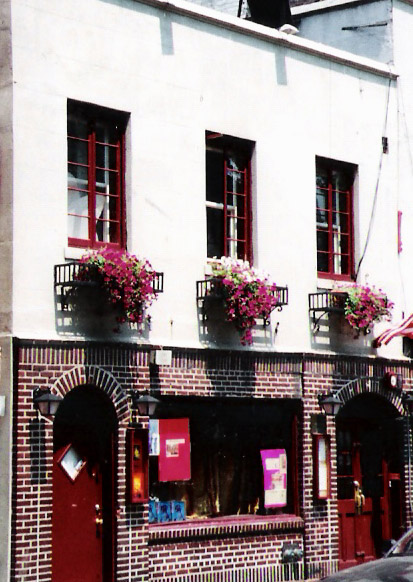
Una fotografía del famoso Stonewall Inn, muy conocido después de los eventos del 28 de junio de 1969, los cuales cambiarían la concepción pública de los gays en los EE.UU.

Algunos sugieren una conexión entre la fecha del funeral de Garland, el 27 de junio de 1969, y los disturbios de Stonewall, el punto álgido del movimiento moderno de liberación gay, el cual comenzó en las primeras horas del 28 de junio. En una entrevista de 2009, el historiador gay David Carter afirma que esta conexión es falsa, y que se basa en una referencia burlona a los disturbios, por parte de un escritor antigay en The Village Voice, al día siguiente. 

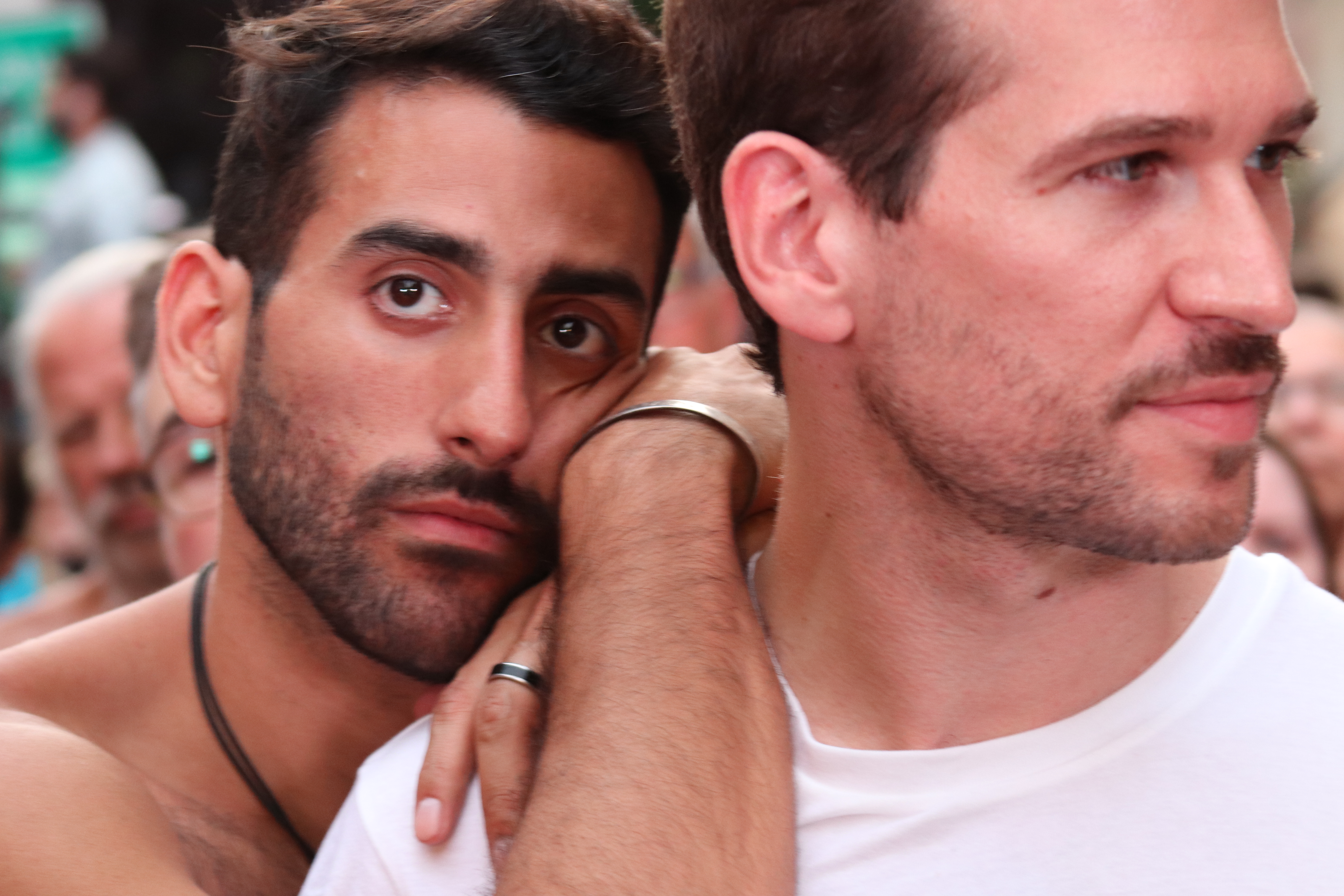
Dos hombres gays asisten a la celebración de los 50 años de Stonewall, el 28 de junio de 2019

Algunos observadores de los disturbios afirman que la mayoría de los involucrados «no eran de los que pierden el sueño por los discos de Judy Garland, o de los que asisten a sus conciertos en el Carnegie Hall. Eran de los que estaban más preocupados por saber dónde iban a dormir esa noche o cómo obtendrían su próxima comida». Sin embargo, el mismo documental histórico afirma, que había varios clientes en el bar Stonewall esa noche, fanáticos de Garland, que según la activista trans Sylvia Rivera, regresaban del muy emotivo funeral de Garland, acaecido más temprano ese día, sólo a beber y llorar. Rivera dice que, de hecho, había una sensación en el aire de que algo sucedería esa noche: «Creo que la muerte de Judy Garland realmente nos ayudó a que las cosas se salieran de control».
Ciertamente había conciencia y cariño por Garland, entre los clientes del Stonewall Inn. Debido a que el bar no contaba con un permiso para vender licor, se hizo pasar el alcohol como botellas de un "club", al que los clientes debían "registrarse". Muchos usaban seudónimos y «Judy Garland» estaba entre los más populares. Más allá de la verdad del asunto, la conexión Garland - Stonewall persiste y ha sido llevada al cine en el largometraje Stonewall, de Nigel Finch sobre los eventos que llevaron a los disturbios. El personaje principal, Bostonia, aparece de luto viendo el funeral de Garland por televisión, y luego se niega a apagar su tocadiscos, donde suena una canción de Garland, durante una redada policial, declarando «¡Judy se queda!». 
La revista Time resumiría, décadas después, que a hija de Garland, Lorna Luft, señala la conexión con orgullo, diciendo que su madre era una «gran defensora de los derechos humanos» y que la propia Garland habría considerado apropiado los disturbios.

## Bandera del arcoíris

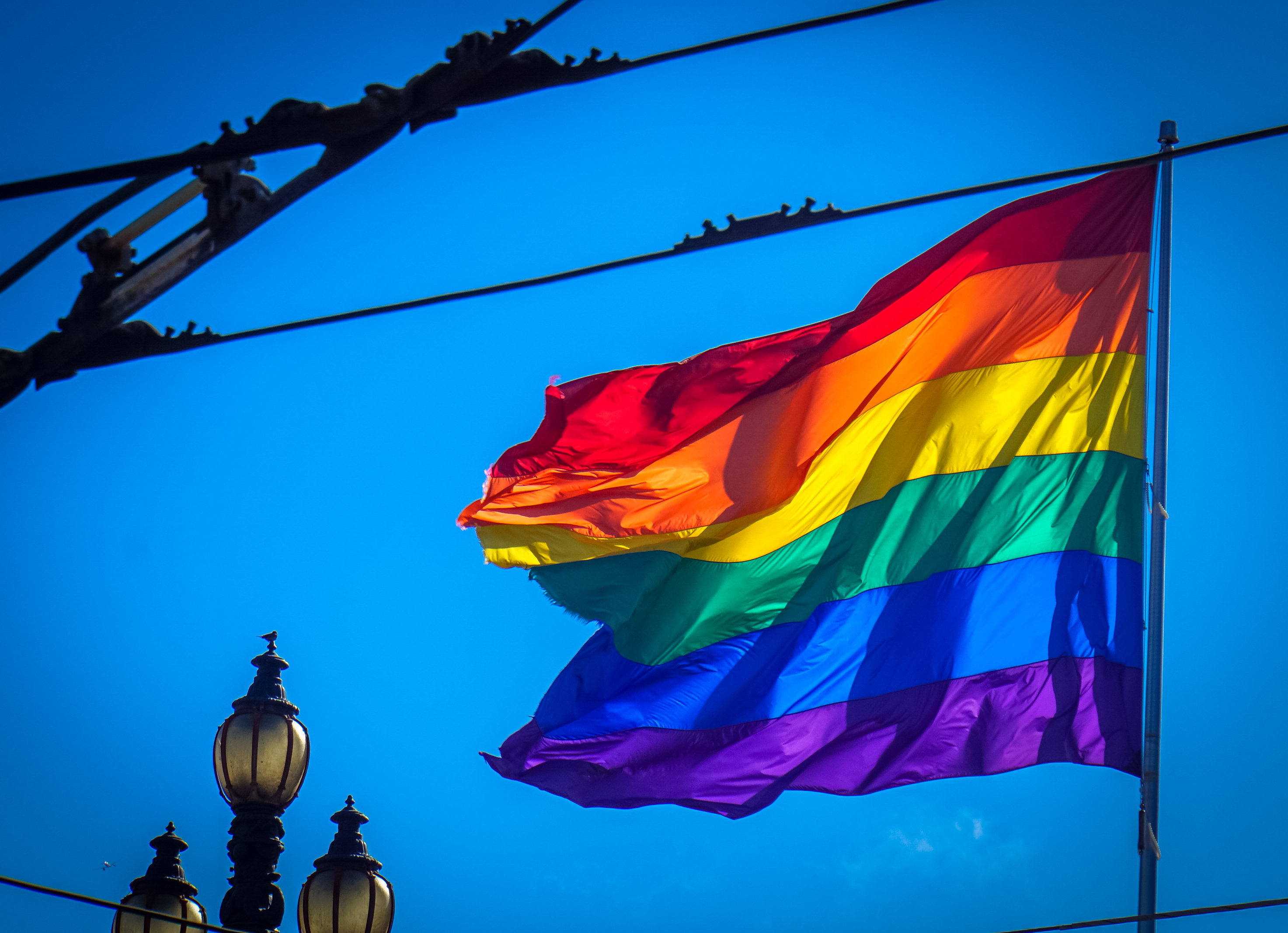
Bandera del arcoíris en la esquina de las calles Castro y Market, en San Francisco, por donde desfiló por primera vez

Otra conexión es la bandera del arcoíris, símbolo de la comunidad LGBT que pudo haber sido inspirada, en parte, por la canción de Garland «Over the Rainbow» (Más allá del arcoíris).
La interpretación de Garland de esta canción ha sido descrita como «el sonido del clóset», hablándole a los hombres gays cuya imagen «presenta sus propias vidas públicas de una manera no acorde con su verdadero ser interior, algo intolerable para la sociedad dominante».

## Familia y amigos
El padre de Judy Garland y otras personas importantes en su vida también fueron gays. Al parecer, Frank Gumm seduciría o, al menos, buscaba la compañía de hombres muy jóvenes o adolescentes mayores, y luego se mudaría a otro lugar cuando le dijeran que se fuera, o antes de que descubrieran sus actividades sexuales. Se rumoreaba también que el segundo esposo de Garland, Vincente Minnelli, era un bisexual encerrado en el clóset, y que su cuarto esposo, Mark Herron, tuvo una relación duradera con un compañero actor, Henry Brandon, que sólo fue interrumpida brevemente por su matrimonio con Garland. Desde el comienzo de su carrera en Hollywood, a Garland le gustaba visitar bares gays con amigos abiertamente gays como Roger Edens, Charles Walters y George Cukor, para disgusto de sus agentes en la Metro-Goldwyn-Mayer.